# Emil Zbinden
Emil Zbinden (* 26. Juni 1908 in Niederönz; † 13. Dezember 1991 in Bern) war ein Schweizer Zeichner, Xylograph (Holzschneider) und Kunstmaler.

## Leben und Werk
Emil Zbindens Vater arbeitete zunächst noch als Postillon in Herzogenbuchsee, ab 1916 als Paketfahrer in Bern. Die Familie wohnte nun im Berner Mattequartier. Dort besuchte Emil die Sekundarschule und absolvierte dann eine Lehre als Schriftsetzer. Noch in der Lehrzeit verfertigte er seine ersten Holzschnitte. Nach seinem Lehrabschluss arbeitete er für ein Jahr als Typograf in einer Berliner Grossdruckerei. Er nahm Abendkurse an der Kunstgewerbeschule Neukölln, dann von 1929 bis 1931 in Leipzig an der Staatlichen Akademie für Graphische Künste. Nach seiner Rückkehr in die Schweiz arbeitete Zbinden als selbständiger Künstler und Grafiker. Ab 1935 machte er Buchausstattungen für die Zürcher Büchergilde Gutenberg, ab 1936 auch für die Lausanner Guilde du Livre; bis 1953 illustrierte er deren bekannte Gotthelf-Ausgabe mit über 900 Holzstichen. Weite Verbreitung und Beachtung fanden auch seine Illustrationen im Kinderbuch Die schwarzen Brüder von Lisa Tetzner. In den 1950er-Jahren wandte sich Zbinden verstärkt industriellen Themen zu. Beim Bau der Staumauer am Albignasee im Bergell fertigte er Tempera, Aquarelle und Holzschnitte an (1956–1959), die auf der Baustelle und anschliessend in Bern entstanden sind. Während den Arbeiten zum Bau an der Grimsel-Staumauer arbeitete Zbinden eng mit Rudolf Mumprecht und Eugen Jordi zusammen. Zudem begleitete er illustratorisch auch andere Bauwerke wie den neuen Berner Bahnhof.  
Emil Zbinden heiratete 1952 „Gritli“ Bichsel (sie verstarb 1959); ein Sohn, Karl, wurde im selben Jahr geboren. 1953 gründete er mit Frans Masereel eine Vereinigung der Holzschneider, Xylon International. Von 1957 bis 1966 machte er wieder Buchausstattungen für die Frankfurter Büchergilde Gutenberg. Er wohnte und arbeitete bis zu seinem Tod in der Berner Altstadt: erst an der heutigen Münstergasse, dann an der Brunngasse.